# سايدشيك غانغ (فلم)
سايدشيك غانغ (بالإنجليزية: Side Chick Gang)، هُو فيلم دراما وكوميديا غاني صدر سنة 2018 وأخرجه بيتر سيدوفيا.

## وصلات خارجية
- مقالات تستعمل روابط فنية بلا صلة مع ويكي بيانات